# جولييت

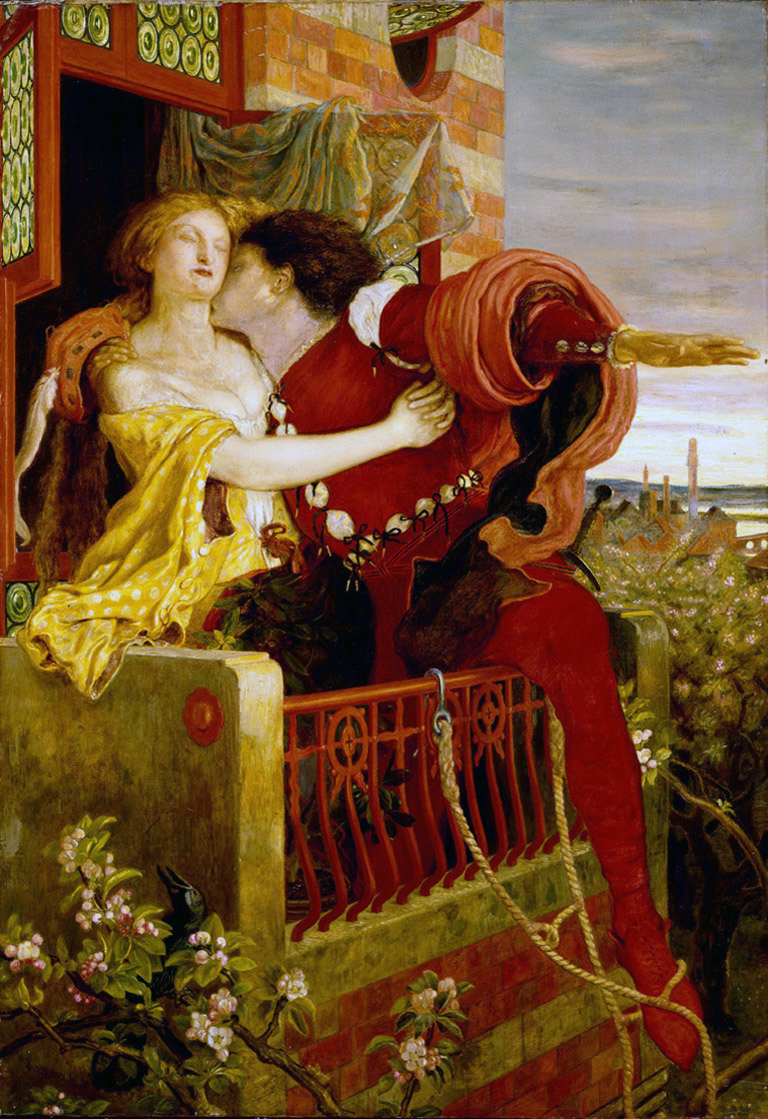
رسم لمشهد الشرفة للقاء روميو وجولييت للرسام فورد مادوكس براون

جولييت شخصية رئيسية في كتاب ويليام شكسبير بعنوان روميو وجولييت.
جولييت هي من عائلة كابوليت في فيرونا وتقع بحب الشاب روميو من عائلة مونتيغيو من المدينة ذاتها بالرغم من الصراع التاريخي الكبير بين العائلتين. بعد أحداث أليمة تؤدي إلى موت العشيقين روميو وجولييت، تتصالح العائلتان ويقرران بناء تمثالين كبيرين بالذهب لهما ليخلداهما في المدينة.